# Grünhorn
Pour les articles homonymes, voir Grünhorn (homonymie).
Le Grünhorn est un sommet culminant à 4 044 m d'altitude dans les Alpes bernoises. Il est également appelé Gross Grünhorn ou Grosses Grünhorn pour le distinguer du Kleines Grünhorn, situé quelques centaines de mètres au nord-ouest.

## Toponymie
Grünhorn peut se traduire par « dent verte ».

## Géographie

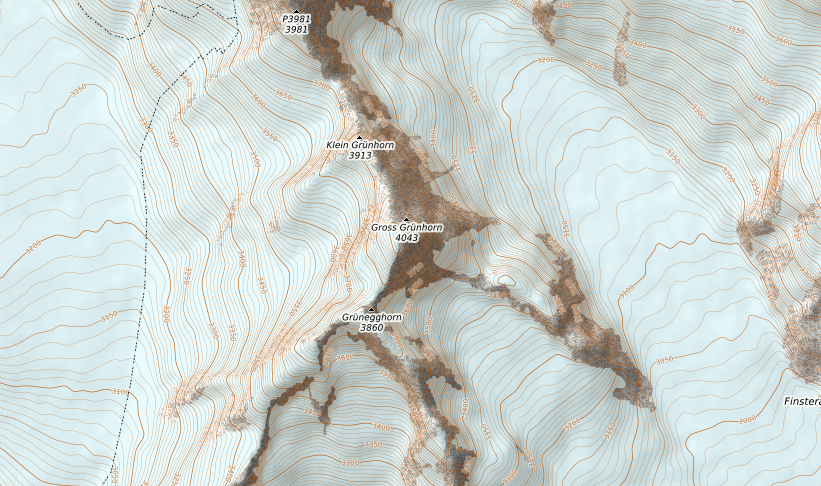
Carte topographique du Grünhorn.

### Situation
Il se situe en Suisse dans le canton du Valais et dans le district de Conches. 

### Topographie

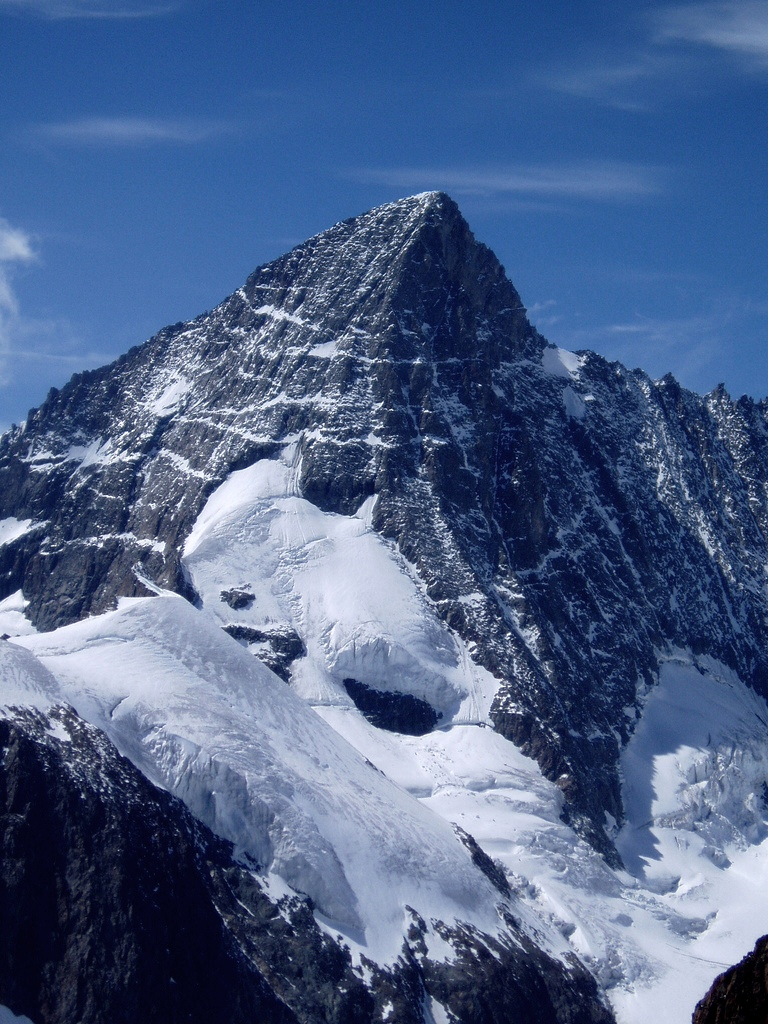
Face est du Grünhorn.

Le Grünhorn présente une face est principalement rocheuse qui domine le glacier du Ewigschneefeld et une face ouest principalement neigeuse qui domine la glacier du Walliser Fiescherfirn. Il domine également les sommets du Grünegghorn sur son arête sud-ouest (3 860 m) et du Kleines Grünhorn 3 912 m sur son arête nord-ouest.

### Géologie
Du point de vue géologique, le Grünhorn appartient au massif de l'Aar et est constitué d'hornblende, roche amphibolitique. Il s'agit d'une roche dure qui explique le caractère massif du Grünhorn et sa couleur foncée (vert-noir) d'où vient sa dénomination.

## Histoire

### Premières ascensions
- 7 août 1865 : via l'Ewigschneefeld par Edmund von Fellenberg, avec les guides Peter Michel, Peter Egger et Peter Inäbnit.
- 26 août 1913 : face sud-est par Freiherr von Bethmann-Holweg, Oskar Supersaxo et Othmar Supersaxo[4].
- 1958 : face ouest par G. Van der Leck.
- 27 juillet 1967 : pilier est par Christoph Blum et Ueli Frei.
- 1973 : ascension hivernale du pilier est par Paul Etter.

### Accident
Le 28 avril 2011, l'alpiniste Erhard Loretan y fait une chute mortelle de 200 mètres en compagnie d'une cliente qui est grièvement blessée.

## Alpinisme
L’itinéraire normal d'ascension du Grünhorn partant de la Konkordiahütte passe par le Grünegghorn (3 860 m) et l'arête sud-ouest. 
Le versant sud-ouest est un itinéraire classique d'ascension en ski de randonnée.
Son accès est possible par les refuges et bivouacs suivants :
- Konkordiahütte 2 850 m ;
- Hollandiahütte 3 240 m ;
- Mönchsjochhütte 3 657 m ;
- Finsteraarhornhütte 3 048 m.